# ガイドポスト

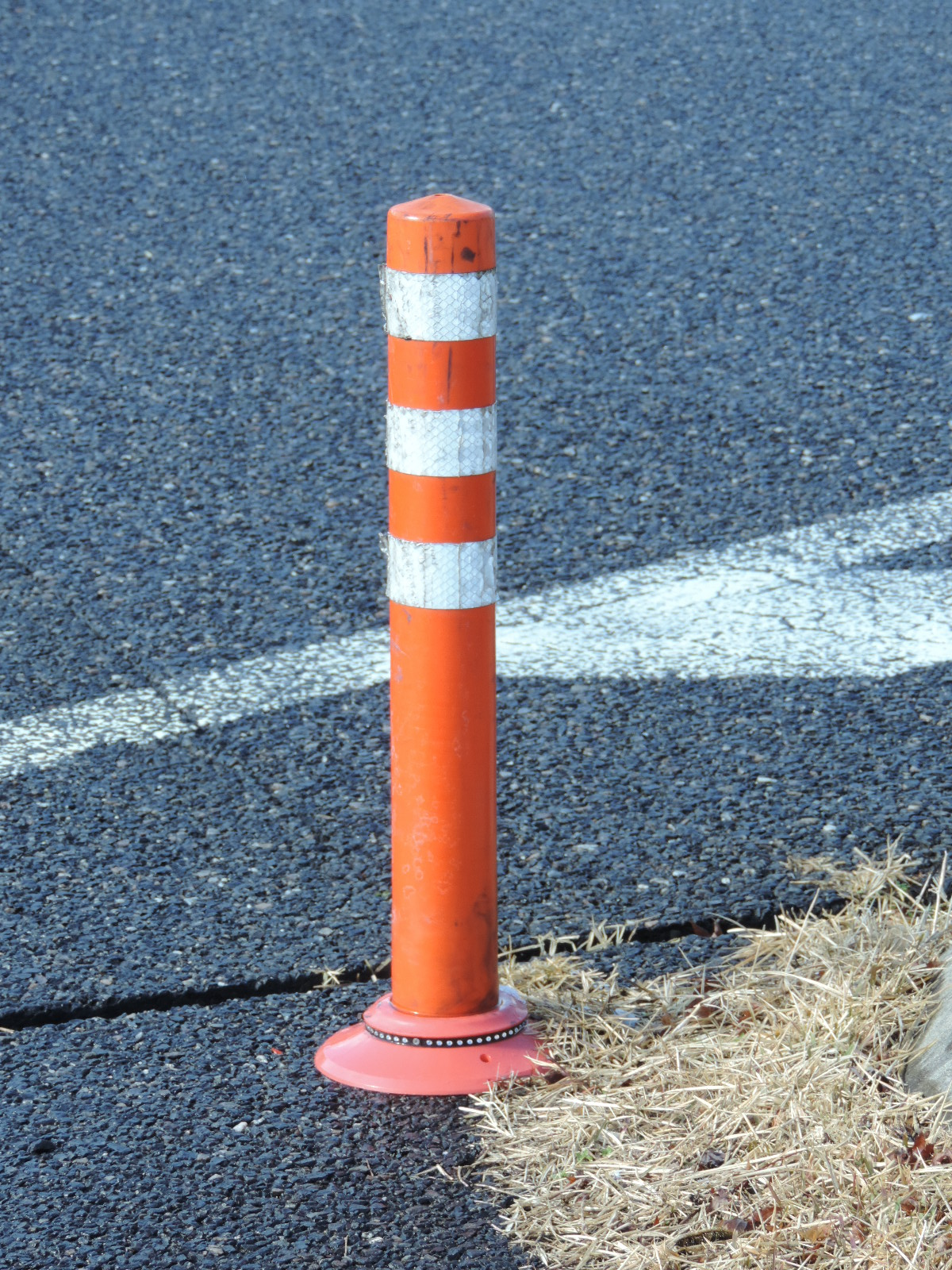
車線分離標。写真は積水樹脂製のポールコーン。

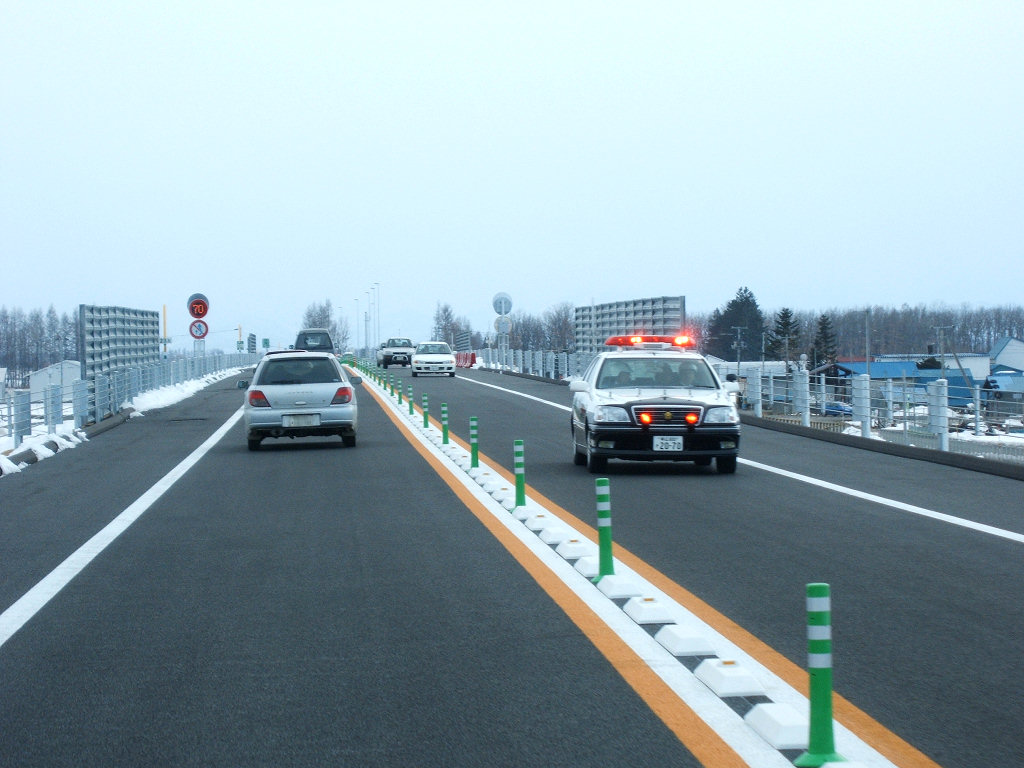
車線分離標を設置した中央線

ガイドポストとは、道路上に設置された30cm（センチメートル）から1m（メートル）前後の細い円柱であり、車線分離標とも呼ばれる。

## 概要
センターライン、ゼブラゾーン（導流帯）や交差点などに設置され、1 - 2m間隔での設置が推奨されている。道路鋲より高さが必要な場合に用いられ、高さは道路状況によって選定される。基本的に赤色と緑色が用いられる。夜間は反射シートにより視認性を確保するほか、ベース部にも反射ガラスを備えたガイドポストもある。
商品名としてはポストコーン（NOK）、セブンポスト（倉本産業）、ポールコーン（積水樹脂）、ガードコーン（ニッタ化工品）、ポストフレックス（保安道路企画）などがある。
関連する製品として、ガイドポストを洗浄する装置やガイドポスト頭部に取り付ける動物を模した装飾が開発されている。
高速道路の暫定二車線の区間では正面衝突事故を防ぐためにガイドポストの代わりにワイヤロープを設置する区間が増えている。